# Gonionota
Gonionota é um gênero de traça pertencente à família Agonoxenidae.